# Tommi Hartonen
Tommi Mikael Hartonen (Helsínquia, 12 de maio de 1977) é um atleta finlandês especialista em provas de velocidade. Participou dos Jogos Olímpicos de Verão de 2000 onde competiu nos 100 m e nos 200 metros rasos. Hartonen é o atual recordista nacional nas duas distâncias.